# Crazier
"Crazier" é uma canção da cantora e compositora estadunidense Taylor Swift, presente na trilha sonora do filme Hannah Montana: The Movie (2009). Swift escreveu a canção com Robert Ellis Orrall e produziu-a com Nathan Chapman. Uma balada country, a canção possui letras sobre se apaixonar. Em Hannah Montana: The Movie, Swift faz uma aparição especial e apresenta a canção. "Crazier" foi reproduzida na Radio Disney e no Disney Channel.
A canção alcançou a 17ª posição da Billboard Hot 100 e recebeu o certificado de platina da Recording Industry Association of America (RIAA). Também entrou nas tabelas de singles da Austrália, Canadá e Reino Unido. "Crazier" foi elogiada por vários críticos, muitos dos quais a chamaram de melhor canção da trilha sonora. Swift apresentou a canção ao vivo pela primeira vez em Edimburgo, no show de 8 de junho de 2024 da The Eras Tour (2023–2024), como parte de um mashup com "All of the Girls You Loved Before".

## Paradas musicais
A canção debutou na Billboard Hot 100 no número 72. Três semanas mais tarde, depois do lançamento do álbum da trilha sonora, passou para o número 17, vendendo 110.000 downloads digitais.
| Parada (2009)                 | Melhor posição |
| ----------------------------- | -------------- |
| Canadian Hot 100              | 67             |
| Australian ARIA Singles Chart | 64             |
| Billboard Hot 100             | 17             |
| Billboard Pop 100             | 28             |
| UK Singles Chart              | 100            |